# 우에다하라 전투
우에다하라 전투(일본어: 上田原の戦い)는 1548년 3월 23일(덴분 17년 2월 14일)에 시나노국 우에다하라(上田原, 나가노현 우에다시)에서 벌어진, 가이국의 센고쿠 다이묘 다케다 하루노부(후의 신겐)와 기타시나노(北信濃)의 센고쿠 다이묘 무라카미 요시키요와의 전투이다. 가독 상속 이후, 시나노 제압을 목표로 연승을 이어가고 있던 다케다 하루노부는 이 전투에서 중신과 많은 장병을 잃고, 처음으로 대패했다. 우에다하라는 지쿠마가와 북안에 전개된 단구 평야로, 현재는 우에다하라 고전장(古戦場)으로서 보존되어 있다.

## 배경
가이 국을 통일한 다케다 노부토라는 시나노 국 사쿠 군·지이사가타 군을 침공했지만, 1541년(덴분 10년)에 적남 하루노부가 가신단과 함께 일으킨 쿠데타에 의해, 스루가국의 이마가와 씨에게로 추방되었다. 이로써 하루노부가 다케다씨의 가독을 상속했다. 하지만 이 사건으로 인해, 노부토라에게 제압되었던 사쿠 군·지이사가타 군의 고쿠진슈(国人衆)가 이반하려는 움직임을 보였다.
1542년(덴분 11년) 하루노부는 다카토 요리쓰구와 함께 스와군을 침공하여 스와 요리시게를 멸망시킨다. 이어 결렬한 요리쓰구를 쳐부수고, 우에하라성에 중신 이타가키 노부카타를 성주대리로 삼아 스와 군을 지배하게 되었다. 1543년(덴분 12년) 사쿠 군을 침공해 오이 사다타카의 나가쿠보 성을 함락시켰다. 1544년(덴분 13년) 후지사와 요리치카와 함께 다카토 요리쓰구가 시나노 슈고 오가사와라 나가토키의 지원을 받아 다시 스와에 공세를 취했다. 이에 하루노부는 가미이나군으로 출병하여 다카토·후지사와 세력을 격파하였고, 요리쓰구는 몰락했다. 1546년(덴분 15년)에는 다시 사쿠 군에 침공하여, 우치야마 성을 함락시키고, 오이 사다키요를 붙잡았다.
1547년(덴분 16년), 하루노부는 간토 간레이 우에스기 노리마사와 함께 저항하는 가사하라 기요시게의 시가 성을 포위한다. 우에스기 노리마사는 후진의 원군을 파견했지만, 오타이하라 전투에서 이타가키 노부카타·아마리 도라야스가 이끄는 다케다 군에게 격파된다. 다케다 군은 시가 성의 목전에 오타이하라 전투에서 죽인 적병의 수급 3000을 효시해 협박했다. 사기를 상실한 시가 성은 함락되어, 가사하라 기요시게는 죽임을 당하고, 포로가 된 성병은 노예노동자로 몰락했으며, 여자 아이는 팔렸다. 이는 당시로서도 가혹한 처분이었다.

## 기타시나노의 무라카미 요시키요
무라카미 씨는 세이와 겐지의 분파로 기타시나노의 명족으로, 가마쿠라 막부의 고케닌이 되어 남북조 시대·무로마치 시대에 들어서 시나노의 지배를 둘러싸고 슈고 오가사와라씨와 수차례 전투를 벌였다.
이 시대의 당주인 무라카미 요시키요는 맹장으로 알려졌다. 그는 가쓰라오 성을 본거로 하니시나군, 다카이 군, 지이사가타 군, 미노치 군을 세력 하에 두어 무라카미 씨의 전성기를 가져왔다. 무라카미 씨의 세력권과 인접한 사쿠 군을 제압한 다케다 하루노부에게 무라카미 요시키요는, 시나노 전토를 지배하기 위해서는 어떻게든 쓰러뜨리지 않으면 안되는 난적이었다.

## 전투
1548년 3월 10일(덴분 17년 2월 1일), 하루노부는 5000명의 병력을 이끌고 기타시나노를 향하여 진군을 개시했다. 다케다 군은 우에하라성에서 이타가키 노부카타가 이끄는 스와슈(諏訪衆)·군나이슈(郡内衆)와 합류해, 다이몬토게(大門峠)를 넘어 지이사가타 군 남부를 침공했다.
한편, 무라카미 요시키요는 덴파쿠야마(天白山)의 거성 가쓰라오 성과 북동부의 도이시 성을 거점으로 진을 펼쳤다. 그리고 이와바나(岩鼻)까지 남하하여 우에다다이라(上田平)에 진을 전개하여, 우부가와(産川, 지쿠마가와의 지류)를 사이에 두고 다케다 측과 대진했다. 3월 23일(2월 14일)에 양군은 전투를 개시한다.
신뢰성이 높은 동시대의 사료인 《묘호지키(妙法寺記)》에 의하면, 이 전투로 다케다 군은 오야마다 노부아리의 군나이슈가 분전했지만, 이타가키 노부카타, 아마리 도라야스, 사이마 가와치노카미, 하지카네 덴에몬이 전사하고 패배했다.
전투의 구체적인 경과에 대해서 기록된 동시대의 사료는 없지만, 에도 시대에 쓰여진 군기물 《고요군칸》 등에 의하면 다케다 군은 8000여 명, 무라카미 군은 5000여 명(또는 7000여 명)이라고 하며, 다케다 군은 이타가키 노부카타를 선진으로 공격을 개시했다. 선진인 이타가키 부대는 무라카미 세력을 격파하여 돌진하지만, 승기에 도취된 노부카타는 적 앞에서 구비짓켄(首実検)을 시작했다.
이러한 방심에 대해서 무라카미 세력은 반격해 왔다. 불의에 뚫린 이타가키 부대는 혼란 상황에 빠지고, 노부카타는 말에 올라타려고 할 때 적병의 창에 찔려 전사했다. 이에 무라카미 세력이 기세를 몰아 맹공을 펼치자, 선진이 패배한 다케다 군의 후속 부대는 무너졌다.
무라카미 요시키요가 다케다 하루노부의 본진에 쳐들어 오자, 구도 스케나가(工藤祐長, 나이토 마사토요)와 바바 노부후사(馬場信房, 노부하루)가 이를 격퇴하지만, 하루노부는 두 곳에 상처를 입었다.
전사자는 다케다 군은 700명(또는 1200명), 무라카미 군은 300명(또는 1700명)이라 여겨진다.
다케다 군은 중신인 이타가키 노부카타, 아마리 도라야스를 잃고 대패했지만, 무라카미 군도 야시로 모토쓰나(屋代基綱), 고지마 곤베에(小島権兵衛), 아메노미야 교부 등이 전사하는 등 손해도 많아 추격할 여력 없이 퇴진했다.
전투에서 패한 다케다 군이지만 하루노부의 지휘 하에 태세를 정비하여 20여 일간 전장에 머물다가, 하루노부의 어머니인 오이노카타의 설득으로 철퇴하여 우에하라성을 지나, 5월 3일(3월 26일)에 고후(甲府)로 귀환했다. 부상을 입은 하루노부는 유무라 온천에서 30일간 탕치(湯治)를 행했다고 한다.
전장에 머물렀던 이유에 대해서 하루노부가 패배를 인정하지 않았다고 보는 사람도 있지만, 이타가키 노부카타·아마리 도라야스 사후에 가신에게 하루노부의 지도력을 보일 필요가 있었던 것과, 바로 퇴각하면 무라카미 군이 여세를 몰아 추격해 올 것이기 때문에 퇴각까지 시간을 벌 필요가 있었던 것 등 정략적·전술적인 의미가 있었다고도 한다.

## 전후
우에다하라 전투는 다케다 하루노부가 처음으로 겪은 패전이었다. 다케다 군의 패배를 안 시나노 고쿠진슈는 무라카미 씨·오가사와라 씨를 중심으로 결속하여 반격에 나섰다. 스와 군에서도 니시카타슈(西方衆)가 반란을 일으키는 등 다케다 씨의 시나노 지배는 위기에 처했다.
그렇지만 하루노부는 8월 22일(7월 19일)에 시오지리토게 전투에서 오가사와라 나가토키에게 대승을 거둠으로써 다케다 씨는 다시 우위를 회복했다. 1550년(덴분 19년 7월), 다케다 군은 오가사와라 령의 쓰카마 군에 침공한다. 나가토키는 본거인 하야시 성을 버리고 도망쳤다. 동년 8월, 하루노부는 우에다하라 전투의 설욕을 갚기 위해 무라카미 씨의 지성인 도이시 성을 포위하지만, 무라카미 요시키요의 반격을 받아 다시 대패했다(도이시 구즈레戸石崩れ).
1551년(덴분 20년) 사나다 유키타카의 계략에 의해 도이시 성은 함락된다. 이로써 무라카미 요시키요는 가쓰라오 성에서 고립되고, 저항할 힘을 잃게 되었다. 1553년(덴분 22년) 다케다 군의 침공 전에 요시키요는 가쓰라오 성을 버리고 에치고국으로 도망쳐, 나가오 가게토라(후의 우에스기 겐신)에게 원조를 청했다.
이를 받아들인 나가오 가게토라는 다케다 씨와 기타시나노 고쿠진슈와의 전투에 개입하여, 10여 년간 다섯 차례 벌어진 가와나카지마 전투에 돌입하게 된다.

## 작품
다케다 신겐을 주인공으로 하는 드라마와 소설에서는, 우에다하라 전투는 하루노부의 연전연승으로 인한 자만심이 패인이라고 하여, 이타가키 노부카타, 아마리 도라야스 등 심복 및 중신들을 잃은 이 패전을 그 후 인생의 교훈으로 삼는다는 것을 줄거리로 하는 것이 많다.
- NHK 대하드라마 《다케다 신겐》(1988년)에서는, 연전연승을 뽐내며 거만해진 하루노부(나카이 기이치)에게, 죽음으로써 충고하려고 적진에 돌격하는 이타가키(스가와라 분타), 아마리(혼고 고지로) 양장의 모습이 그려지고 있다. 철퇴 후의 하루노부에게, 어머니 오이 부인(大井夫人, 와카오 아야코)이 패전의 원인이 하루노부 자신의 자만이었던 것임을 충고하는 장면이 있다. 또 2007년의 대하드라마 《풍림화산》도 거의 비슷하게 그려지고 있다.
- 2007년의 대하드라마 《풍림화산》의 원작소설인 이노우에 야스시의 《풍림화산》에서는 '우에노하라 전투'와 '도이시 구즈레'가 일어난 순서가 반대로 그려지고 있다.

## 참고 문헌
- 시바쓰지 슌로쿠, 《다케다 신겐 합전록(武田信玄合戦録)》, 가도카와 학예출판, 2006년 ISBN 4-04-703403-7
- 平山優, 《전사 다큐멘트 가와나카지마 전투(戦史ドキュメント 川中島の戦い)》 상·하권, 각켄M문고(学研M文庫), 2002년

상권 ISBN 4-05-901126-6, 하권 ISBN 4-05-901134-7
- 河合秀郎, 《풍림화산 신슈 제압(風林火山 信州制圧)》, 각켄, 《역사군상 2001년 8월호》
- 《센고쿠 합전 대전(戦国合戦大全)》 상권, 각켄, 1997년 ISBN 4-05-601528-7
- 《크로닉 센고쿠 전사(クロニック戦国全史)》, 고단샤, 1995년 ISBN 4-06-206016-7
- 구와타 다다치카, 《신편 일본 합전 전집 오닌 무로마치 편(新編日本合戦全集 応仁室町編)》, 아키타 쇼텐, 1990년 ISBN 4-253-00379-6

## 같이 보기
- 시오지리토게 전투
- 가와나카지마 전투